# Johann Háber
Johann Háber (n. 1872 – d. 1953) a fost unul dintre generalii Armatei Austro-Ungare din Primul Război Mondial.
A îndeplinit funcția de comandant al Diviziei 37 Honvezi ungară în campania acesteia împotriva României, având gradul de general-maior.:pp. 184-185